# Pieter Serry
Pieter Serry (* 21. November 1988 in Aalter)  ist ein belgischer Radrennfahrer.

## Sportliche Laufbahn
In den Jahren 2011 und 2012  fuhr Serra für das Professional Continental Team Topsport Vlaanderen-Mercator, nachdem er 2010 für das Farmteam Jong Vlaanderen-Bauknecht und anschließend als Stagiaire für das Hauptteam fuhr. In dieser Zeit gewann er die Bergwertung der Bayern-Rundfahrt und wurde Dritter des Pfeil von Brabant 2012.
Zur Saison 2013 wechselte Serry zu Omega Pharma-Quick Step und wurde im ersten Jahr Siebter des Klassikers Lombardei-Rundfahrt. Bei den Weltmeisterschaften 2014 gewann er mit seinem Team die Bronzemedaille im Mannschaftszeitfahren. 2018 wurde er Gesamtwertungsdritter der Tour de Wallonie.

## Erfolge
2011
- Bergwertung Bayern-Rundfahrt

2014
- Weltmeisterschaft – Mannschaftszeitfahren

2015
- Mannschaftszeitfahren Czech Cycling Tour

2020
- Mannschaftszeitfahren Settimana Internazionale

## Grand-Tour-Platzierungen
| Grand Tour            | 2013 | 2014 | 2015 | 2016 | 2017 | 2018 | 2019 | 2020 | 2021 | 2022 | 2023 | 2024 |
| --------------------- | ---- | ---- | ---- | ---- | ---- | ---- | ---- | ---- | ---- | ---- | ---- | ---- |
| Giro d’ItaliaGiro     | –    | 74   | DNF  | 70   | 105  | –    | 38   | 28   | 57   | 148  | 60   | 78   |
| Tour de FranceTour    | –    | –    | –    | –    | –    | –    | –    | –    | –    | –    | –    | –    |
| Vuelta a EspañaVuelta | 50   | DNF  | 62   | 112  | –    | 88   | –    | –    | –    | DNF  | 96   | –    |